# Nunziatura apostolica in Polonia

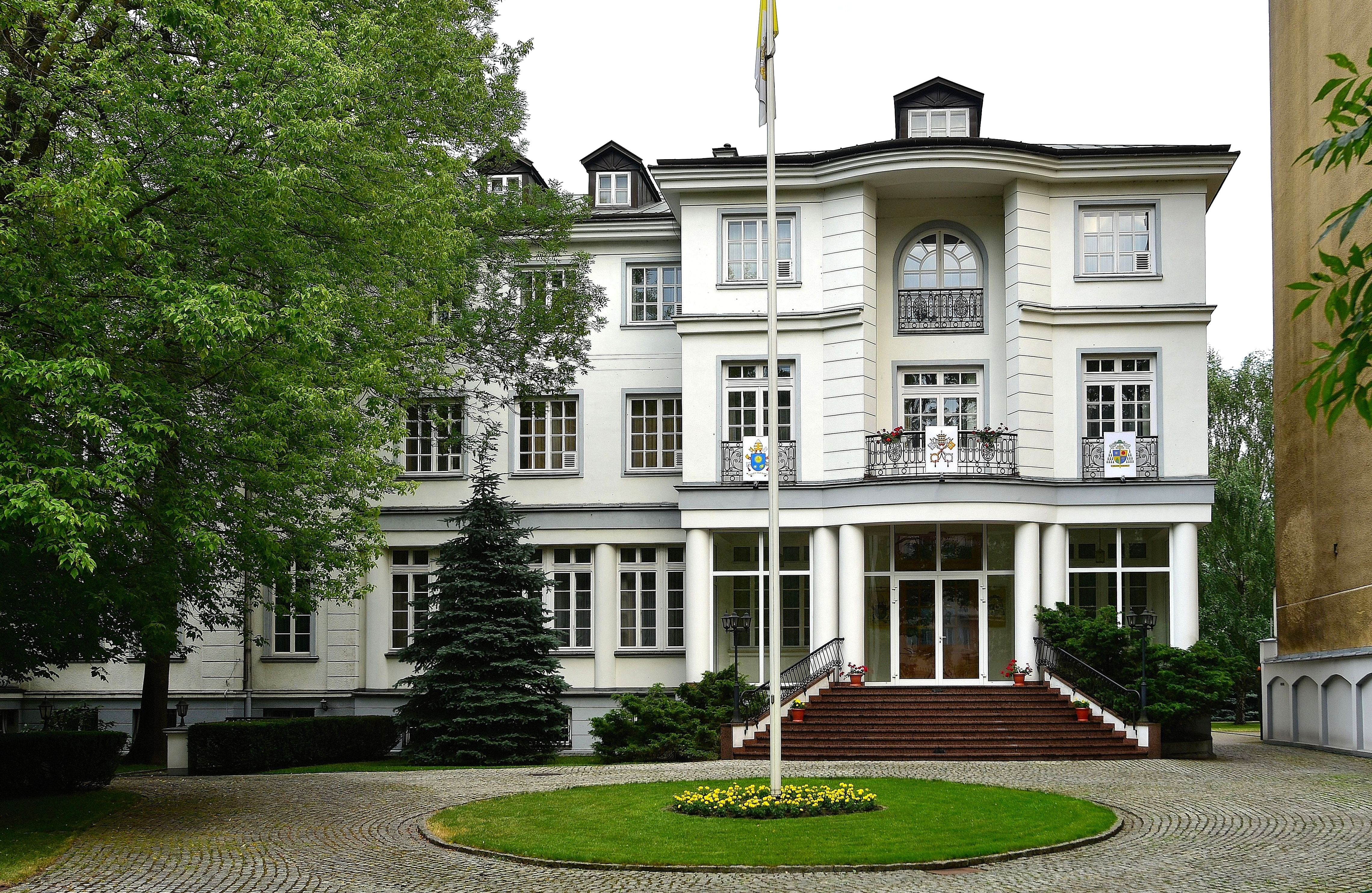
La sede della nunziatura apostolica a Varsavia.

La nunziatura apostolica in Polonia è una rappresentanza diplomatica permanente della Santa Sede in Polonia. La sede è a Varsavia. La nunziatura è retta da un diplomatico, detto "nunzio apostolico in Polonia", che ha il rango di ambasciatore.
Della lunga lista di nunzi apostolici in Polonia, tre sono divenuti pontefici e molti altri furono in carica o successivamente eletti al cardinalato.

## Elenco dei nunzi apostolici

### Regno di Polonia (1385-1569)
- Luigi Lippomano (13 gennaio 1555 - 22 settembre 1556 dimesso)
  - Carica vacante
- Camillo Mantuano (8 agosto 1558 - 1560 dimesso)
- Berardo Bongiovanni (23 aprile 1560 - maggio 1563 dimesso)
- Giovanni Francesco Commendone (settembre 1563 - dicembre 1565 dimesso)
- Giulio Ruggiero (2 marzo 1566 - 18 febbraio 1568 dimesso)

### Confederazione polacco-lituana
- Vincenzo Portico (18 febbraio 1568 - 1º giugno 1573 dimesso)
- Vincenzo Lauro (1º giugno 1573 - 1578 dimesso)
- Giovanni Andrea Caligari 9 aprile 1578 - 12 aprile 1581 ( dimesso)
- Alberto Bolognetti (12 aprile 1581 - febbraio 1585 dimesso)
- Gerolamo Vitale de Buoi (27 ottobre 1585 - febbraio 1587 dimesso)
- Annibale Di Capua (15 novembre 1587 - maggio 1591 dimesso)
- Nicolò Mascardi (1591 - 1592)
- Germanico Malaspina (6 giugno 1592 - 1598 dimesso)
- Claudio Rangoni (20 ottobre 1598 - 16 settembre 1606 dimesso)
- Francesco Simonetta (16 settembre 1606 - 19 gennaio 1612 deceduto)
- Lelio Ruini (13 settembre 1612 - 1614 dimesso)
- Francesco Diotallevi (25 agosto 1614 - 1621 dimesso)
- Cosimo de Torres (21 maggio 1621 - 2 dicembre 1622 dimesso)
- Giovanni Battista Lancellotti (2 dicembre 1622 - 1627 dimesso)
- Antonio Santacroce (16 aprile 1627 - 10 marzo 1631 nominato arcivescovo di Chieti)
- Onorato Visconti (15 giugno 1630 - 12 aprile 1635 dimesso)
- Mario Filonardi (15 marzo 1635 - 19 agosto 1644 deceduto)
- Giovanni de Torres (16 febbraio 1645 - 1652 dimesso)
- Pietro Vidoni (28 maggio 1652 - 5 aprile 1660 dimesso)
- Giovanni Rosso di Cerami, vescovo di Umbriatico, legato pontificio nel 1655
- Antonio Pignatelli di Spinazzola, futuro Innocenzo XII (21 maggio 1660 - 9 marzo 1668 nominato nunzio apostolico in Austria)
- Galeazzo Marescotti (10 marzo 1668 - 13 agosto 1670 nominato nunzio apostolico in Spagna)
- Francesco Nerli (27 giugno 1670 - 22 dicembre 1670 nominato arcivescovo di Firenze)
- Angelo Maria Ranuzzi (13 maggio 1671 - 1673 dimesso)
- Francesco Buonvisi (20 luglio 1673 - 20 luglio 1675 nominato nunzio apostolico in Austria)
- Francesco Martelli (20 settembre 1675 - fino ai primi mesi del 1681, essendo stato ufficialmente sostituito da Obizzo Pallavicini alla fine dell'anno precedente)
- Opizio Pallavicini (30 settembre 1680 - 28 novembre 1686 nominato arcivescovo, titolo personale, di Spoleto)
- Giacomo Cantelmi (23 ottobre 1688 - 15 ottobre 1689 nominato nunzio apostolico in Austria)
- Andrea Santacroce (7 gennaio 1690 - 1696 dimesso)
- Gianantonio Davia (12 febbraio 1696 - 10 marzo 1698 nominato arcivescovo, titolo personale, di Rimini)
- Francesco Pignatelli, C.R. (20 marzo 1700 - 1703 dimesso)
- Orazio Filippo Spada (17 novembre 1703 - 17 maggio 1706 nominato cardinale presbitero di Sant'Onofrio)
- Giulio Piazza (15 luglio 1706 - 15 dicembre 1709 nominato nunzio apostolico in Austria)
- Nicola Gaetano Spinola (6 settembre 1707 - 1712 dimesso)
- Benedetto Odescalchi-Erba (25 gennaio 1712 - 5 ottobre 1712 nominato arcivescovo di Milano)
- Girolamo Grimaldi (20 dicembre 1712 - 1720 dimesso)
- Girolamo Archinto (21 novembre 1720 - 1º ottobre 1721 deceduto)
- Vincenzo Santini (19 novembre 1721 - prima del 30 luglio 1728 deceduto)
- Camillo Paolucci (2 agosto 1728 - 20 maggio 1738 nominato nunzio apostolico in Austria)
- Fabrizio Serbelloni (8 agosto 1738 - 1º marzo 1746 nominato nunzio apostolico in Austria)
- Alberico Archinto (1º marzo 1746 - 1754 dimesso)
- Niccolò Serra (9 febbraio 1754 - 1760 dimesso)
- Antonio Eugenio Visconti (22 febbraio 1760 - 22 novembre 1766 nominato nunzio apostolico in Austria)
- Angelo Maria Durini (16 gennaio 1767 - 1772 dimesso)
- Giuseppe Garampi (20 marzo 1772 - 16 marzo 1776 nominato nunzio apostolico in Austria)
- Giovanni Andrea Archetti (18 settembre 1775 - 27 giugno 1785 installato cardinale presbitero di Sant'Eusebio)
- Ferdinando Maria Saluzzo (30 luglio 1784 - 14 marzo 1794 nominato officiale della curia romana)
- Lorenzo Litta † (13 aprile 1794 - 11 febbraio 1797 nominato oratore apostolico presso l'imperatore di Russia)

### Seconda repubblica polacca
- Ambrogio Damiano Achille Ratti (3 luglio 1919 - 16 giugno 1921 nominato cardinale presbitero di Santi Silvestro e Martino ai Monti)
- Lorenzo Lauri (25 maggio 1921 - 20 dicembre 1926 dimesso)
- Francesco Marmaggi (13 febbraio 1928 - 14 marzo 1939 nominato prefetto della Congregazione del concilio)
- Filippo Cortesi (24 dicembre 1936 - 1º febbraio 1947 deceduto)
  - Cesare Orsenigo, nunzio in Germania, ma la sua autorità si estendeva anche in Polonia dopo che dal 1º novembre 1939 Cortesi venne esiliato per l'annessione della polonia alla Germania nazista.
  - Alfredo Pacini, chargé d'affaires a Parigi sino al 1940
  - William Godfrey, chargé d'affaires a Londra sino al 1940

### Repubblica popolare polacca
Il governo provvisorio polacco della repubblica popolare di stampo comunista non ammise alcun nunzio apostolico dal 1947 al 1989, ma vennero nominati due delegati apostolici a ricoprire formalmente tale compito:
- Luigi Poggi (7 febbraio 1975 - 19 aprile 1986 nominato nunzio apostolico in Italia)
- Francesco Colasuonno (9 aprile 1986 - 15 marzo 1990 nominato delegato apostolico nella Federazione Russa)

### Terza repubblica polacca
- Józef Kowalczyk (26 agosto 1989 - 8 maggio 2010 nominato arcivescovo di Gniezno)
- Celestino Migliore (30 giugno 2010 - 28 maggio 2016 nominato nunzio apostolico nella Federazione Russa)
- Salvatore Pennacchio (6 agosto 2016 - 25 gennaio 2023 nominato presidente della Pontificia accademia ecclesiastica)
- Antonio Guido Filipazzi, dall'8 agosto 2023